# Natal'ja Evgen'evna Gorbanevskaja
Natal'ja Evgen'evna Gorbanevskaja (Mosca, 26 maggio 1936 – Parigi, 29 novembre 2013) è stata una poetessa, traduttrice e attivista russa naturalizzata polacca.
Fu una delle fondatrici e la prima direttrice del samizdat Chronika tekuščich sobytij ("Cronaca dell'attualità") (1968–1982). Il 25 agosto 1968, insieme con altre sette persone, prese parte alla manifestazione del 1968 sulla Piazza Rossa contro l'invasione della Cecoslovacchia. Nel 1970 un tribunale sovietico condannò la Gorbanevskaja all'internamento in un ospedale psichiatrico. Fu dimessa dall'ospedale psichiatrico speciale di Kazan' nel 1972 e nel 1975 lasciò l'unione Sovietica e si stabilì in Francia. Nel 2005, divenne cittadina polacca.

## Biografia
Natal'ja Gorbanevskaja nacque a Mosca. Si laureò all'Università di Leningrado nel 1964 e divenne una redattrice tecnica e una traduttrice. Solo nove delle sue poesie erano state pubblicate sui giornali dell'Unione Sovietica al tempo della sua emigrazione nel 1975; il resto della sua produzione circolava privatamente (samizdat) o era stato pubblicato all'estero (tamizdat).
A partire dal 1968 Natal'ja Gorbanevskaja prese parte in quello che fu definito in seguito "movimento dissidente" sovietico. Fu una delle fondatrici e la prima direttrice di Chronika tekuščich sobytij, un samizdat che riportava le violazioni dei diritti umani in Unione Sovietica. Il suo contributo consisteva nella compilazione e nella redazione dei resoconti e nella battitura delle prime sei copie in carta carbone per la successiva divulgazione.
Natal'ja Gorbanevskaja fu anche una degli otto manifestanti nella protesta del 25 agosto 1968 sulla Piazza Rossa contro l'invasione della Cecoslovacchia. Poiché aveva da poco partorito, non fu giudicata immediatamente con gli altri dimostranti. Impiegò la sua temporanea libertà per seguire il processo per Chronika tekuščich sobytij, e pubblicò la documentazione che aveva raccolto all'estero, in francese e in russo.
Nel 1969 sottoscrisse un appello al Comitato delle Nazioni Unite per i Diritti Umani.
Nel dicembre del 1969 Natal'ja Gorbanevskaja fu arrestata. Nel luglio dell'anno successivo fu processata e condannata per reati contro l'articolo 190-1 del Codice penale della Repubblica Socialista Federativa Sovietica Russa, commessi mentre era priva della facoltà dii intendere e di volere. Perciò fu condannata all'internamento di durata indefinita in un ospedale psichiatrico dove fu in cura per schizofrenia a progresso lento, una diagnosi frequentemente formulata per i dissidenti. La Gorbanevskaja fu dimessa dall'ospedale psichiatrico speciale di Kazan' nel febbraio del 1972.
Nel dicembre del 1975, la Gorbanevskaja emigrò a Parigi. Nella capitale francese, psichiatri francesi visitarono la Gorbanevskaja su sua richiesta e la trovarono sana di mente. I medici conclusero che fra il 1969 e il 1972 la Gorbanevskaja era stata trattenuta in un ospedale psichiatrico per motivi politici e non clinici.
Per un certo periodo la Gorbanevskaja fu una celebrità in Occidente. Nel 1976 Joan Baez pubblicò una canzone dedicata alla Gorbanevskaja con il titolo "Natalia", il cui testo era stato scritto da Roy Apps, Shusha Guppy e G.T. Moore, parte dell'album dal vivo From Every Stage. Presentando la canzone, Baez commentò l'internamento della Gorbanevskaja in un ospedale psichiatrico: «È per gente come Natal'ja Gorbanevskaja, ne sono convinto, che voi e io siamo ancora vivi e possiamo rimanere sulla faccia della terra».
Adrienne Rich scrisse For a Sister ("Per una sorella"), in riconoscimento dei meriti della Gorbanevskaja e di altre donne e della loro ingiusta detenzione.
Per trent'anni, tuttavia, la Gorbanevskaja rimase apolide, finché la Polonia non le concesse la cittadinanza nel 2005.
Nel 2005 la Gorbanevskaja prese parte a Они выбирали свободу (Oni vybirali slobodu, "Loro hanno scelto la libertà"), un documentario televisivo in quattro puntate sulla storia dei dissidenti sovietici, diretto da Vladimir Kara-Murza
Nel 2008 sottoscrisse la Dichiarazione di Praga sulla coscienza europea e sul comunismo.
Nell'agosto del 2013 partecipò ad una manifestazione a Mosca per commemorare il 45º anniversario dell'invasione della Cecoslovacchia. La manifestazione fu rapidamente dispersa dalla polizia, e dieci dimostranti (ma non la Gorbanevskaja) furono arrestati  rilasciati in seguito a proteste internazionali, in particolare da parte della Repubblica Ceca.
Il 29 novembre 2013 Natal'ja Gorbanevskaja muore nella sua abitazione di Parigi.

## Riconoscimenti
Nell'ottobre del 2008 Natal'ja Gorbanevskaja ricevette in Polonia il Premio Marie Curie Award. Nello stesso anno, la Gorbanevskaja fu candidata al premio letterario Angelus per l'Europa centrale.
Il 22 ottobre 2013 la Gorbanevskaja ricevette una medaglia d'onore dall'Università Carolina di Praga per il suo impegno di una vita nella lotta per la democrazia, la libertà e i diritti umani.

## Opere
- (FR)  Lettre de Moscou ("Lettera da Mosca"), Esprit, 375 (11), pp. 509–510, 1968, JSTOR 24259381.
- (FR)  Midi Place Rouge. Dossier de la manifestation du 25 août 1968 sur la Place Rouge ("Mezzogiorno sulla Piazza Rossa. Dossier della manifestazione del 25 agosto 1968 sulla Piazza Rossa"), Paris, Robert Laffont, 1970, ASIN B003OS1I6A.
- (RU)  Полдень: Дело о демонстрации 25 августа 1968 года на Красной площади ("Mezzogiorno. Dossier della manifestazione del 25 agosto 1968 sulla Piazza Rossa"), Frankfurt-am-Main, Посев, 1970
- (EN)  Red Square at Noon ("Mezzogiorno sulla Piazza Rossa"), London, Andre Deutsch, 1972 ISBN 978-0233955179.
- (EN)  Poems, Manchester, Carcanet Press, 1972 ISBN 978-0-85635-002-3.
- (EN)  Fourteen poems, Index on Censorship, 1 (1), 1972, pp. 107–116. doi:10.1080/03064227208532158.
- (EN)  What grief, The Massachusetts Review, 16 (4), 1975, p. 625 JSTOR 25088584.
- (EN)  Recollection, The Massachusetts Review, 16 (4), 1975, p. 626. JSTOR 25088585.
- (EN)  Twelve poems, Index on Censorship, 6 (1), 1977, pp. 37–40. doi:10.1080/03064227708532601.
- (EN)  Writing for 'samizdat', Index on Censorship, 6 (1), 1977, pp. 29–36. doi:10.1080/03064227708532600.
- (FR)  Témoignage ("Testimonianza"), in Youri Galanskov (a cura di), Le manifeste humain précédé par les témoignages de V. Boukovsky, N. Gorbanevskaïa, A. Guinzbourg, E. Kouznetsov, Lausanne, Editions L'Age d'Homme, 1982, pp. 32–39. ISBN 978-2825109205.
- (FR)  Samizdat et Internet, Revue Russe, 33 (1), 2009, pp. 137–143.